# مهاة عربية
المهاة العربية أو الوضيحي (الاسم العلمي: Oryx leucoryx) هي إحدى أنواع الظباء، المنتمية لفصيلة البقريات، ذات سنام مميز على كتفيها وقرون طويلة مستقيمة وذيل ينتهي بخصلة شعر. يُعتبر هذا النوع أصغر أنواع المهاة جميعها، وهو يستوطن صحاري وسهوب شبه الجزيرة العربية وبلاد ما بين النهرين وسوريا وفلسطين ومصر.
تعتبر المهاة العربيّة نوعا مهددا بالانقراض، إذ أنها تُصنّف على أنها من الأنواع الموضوعة ضمن الدرجة الأولى من الحيوانات الداخلة في نطاق حماية الاتفاقية الدولية لحظر الإتجار بالأنواع المهددة (CITES)، وكانت قد انقرضت فعليا في البريّة خلال أوائل عقد السبعينات من القرن العشرين عندما قُتل آخر واحد منها في صحراء الربع الخالي على الحدود السعوديّة العمانيّة. وقد أُعيد إدخال المهاة العربيّة إلى بعض موائلها الطبيعيّة منذ ثمانينات القرن ذاته، بعد أن تم إكثارها في حدائق الحيوانات والمحميات الخاصة. إلاّ أن نجاح هذه العمليّة كان متفاوتا.
قُدّرت جمهرة هذه الحيوانات عام 2008 بحوالي 1100 رأس في البرية، وما بين 6000 و 7000 رأس في الأسر حول العالم، في حدائق الحيوانات، المحميات، وعند هواة تربية الحيوانات الغريبة، في منطقة الشرق الأوسط خصوصا، وبالتحديد في سوريا، البحرين، قطر، والإمارات العربية المتحدة، حيث يتم الاحتفاظ بهذه الحيوانات في حظائر كبيرة مسيجة تستطيع فيها أن تعدو وتتنقل براحة. تمّ اختيار مهاة عربية قطرية تُدعى «أوري-Orry» كجالب الحظ الرسمي لدورة الألعاب الآسيوية لعام 2006 في الدوحة، كذلك، تستخدم الخطوط الجوية القطرية صورة رأس مهاة عربية كشعار لها، وهي مرسومة على ذيل جميع الطائرات التابعة لها.
كان هناك اختلاط حاصل بين هذه الحيوانات ومها أبو حراب بسبب أن كلاهما حمل الاسم العلمي ذاته نتيجة لخطأ أحد علماء الحيوانات في التصنيف، قبل أن يتم تصحيح هذا الأمر بعد فترة. تعتبر المهاة العربية من أكثر الحيوانات المجسدة في الشعر العربي، خصوصا الغزلي منه، لأسباب متعلقة بهيئتها التي نظر إليها كثيرون على أنها تجسيد للجمال والنقاوة.

## التسمية
المها أو المهاة في اللغة العربية تعني الشمس ويُقال للكواكب مها ويقال: للثغر النقي إذا أبيض وكثر ماؤه مها والمهاة أيضا هي الحجارة البيض التي تبرق وهي البلور والمهاة البلورة التي تبرق لشدة بياضها وقيل: هي الدرة والجمع مها، وقد حصلت هذه الحيوانات على اسمها باللغة العربية بسبب لونها الأبيض كالبلور. وفي اللغة العربية يُقال لهذه الحيوانات أيضا «الماريّة» و«الوضيحي» لكونها واضحة الرؤية من على بعد، وكذلك بقر الوحش. يُشتق الاسم العلمي لهذه الحيوانات Oryx leucoryx من الكلمة اليونانية «أوروكس»، بمعنى «غزال» أو «ظبي»، و«ليوكوريكس» بمعنى «أبيض». وفي بعض اللغات الأوروبية تُسمى هذه الحيوانات أيضا بالمهاة الأبيض.
قام عالم الحيوان الروسي «بيتر سيمون بالاس» بإدخال مصطلح «مهاة-oryx» إلى الأدبيات العلمية عام 1767، وأطلقه على ظباء العلند المألوفة (Antilope oryx)، وفي عام 1777 عاد وأعطى هذا الاسم إلى المهاة الجنوب إفريقية أو مهاة رأس الرجاء الصالح، وفي نفس الوقت أعطى الاسم العلمي Oryx leucoryx للظباء المعروفة اليوم بالمها العربية، وقال أن موطنها يشمل «شبه الجزيرة العربية» وربما أيضا شمال أفريقيا. وفي عام 1816 قام عالم الحيوان الفرنسي «هنري ماري دركروتاي دو بلانفيل» بتقسيم مجموعة الظباء وجعل المها جنسا، وغيّر الاسم العلمي للمها الجنوب أفريقي من Antilope oryx إلى Oryx gazella. وفي سنة 1926 قام عالم الحيوان الألماني «مارتن ليختنشتاين» بتعقيد الأمور عندما نقل الاسم العلمي للمها العربية إلى مها أبو حراب (التي تحمل اليوم الاسم العلمي "Oryx dammah") والتي اكتُشفت آنذاك، بالنسبة للعالم الغربي، في السودان بواسطة عالميّ البيئة الألمانيين «فيلهام فريدريش همبريش» و«كريستان غوتفرايد إهرنبيرغ». بقيت المها العربية آنذاك بدون اسم أوروبي أو علمي، إلى تمّ تقديم أولى الحيوانات الحية منها إلى جمعية علوم الحيوان في لندن (بالإنجليزية: Zoological Society of London)‏ عام 1857. اقترح الدكتور «جون إدوارد غراي» أن يطلق على هذه الحيوانات الاسم العلمي Oryx beatrix تيمنا بالأميرة بياتريس أميرة المملكة المتحدة، دون أن يعرف أن هذا النوع كان هو ذاته النوع الذي أطلق عليه اسما علميّا في السابق ثم اختلط مع نوع أخر بسبب خطأ ليختنشتاين. وعلى الرغم من أن هذا الاسم كان هو الذي سوف يُعتمد عند العلماء، إلا أن العالم «مايكل روجرز» عاد وأطلق الاسم العلمي Oryx algazal على مها أبو حراب، قبل أن يُعاد تسميتها بالاسم الحالي، وأعاد الاسم الأصلي إلى المها العربية. يُعزى الاختلاط الحاصل بين كلا النوعين باللغة الإنكليزية إلى أن كلا منهما كان يحمل اسم «المها الأبيض» (بالإنجليزية: White Oryx)‏ في اللغة الإنكليزية.

## الوصف

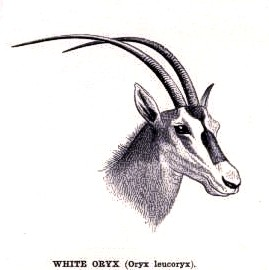
رسم لرأس مها عربية.

يبلغ علوّ المهاة العربيّة حوالي المتر (39 إنشا) عند الكتف، ويبلغ وزنها حوالي 70 كيلوغراما (154 رطل تقريبا). يكون لون المهاة العربيّة أبيض كليا في معظم الجسد عدا الجزء السفلي والقدمين التي تكون بنيّة اللون، كما وتمتلك خطوطا سوداء حيث يلتقي الرأس بالعنق وعلى الجبهة والأنف، وللجنسين قرون طويلة حلقيّة منحنية بعض الشيء يتراوح طول كل منها ما بين 50 إلى 75 سنتيمترا (20 إلى 30 إنشا).
تتغذّى المهاة العربيّة على البصلات والأعشاب وأوراق الأشجار، وهي تمضي ساعات النهار تستريح تجنبا للحرارة المرتفعة كما وتستطيع هذه الظباء تحديد المناطق التي تساقطت فيها الأمطار ومن ثم الانتقال إليها، وبالتالي فإن نطاق تجوالها واسع، فقد أظهرت دراسة لأحد القطعان في عُمان أن نطاق تجواله يزيد عن 3,000 كيلومتر مربّع. تعيش المهاة العربيّة في قطعان مختلطة من الجنسين ويتراوح عدد أفراد القطيع بين 2 و 15 رأسا في العادة، على الرغم من ورود تقارير تفيد بوجود قطعان تحوي ما يزيد عن مئة فرد. عادة ما تكون هذه الحيوانات هادئة وغير عدائية تجاه بعضها البعض، مما يسمح لها بأن تتعايش سويّا لأوقات طويلة.
تعتبر الذئاب والضباع المخططة المفترسة الوحيد للمهاة العربية حاليّا، إلى جانب الإنسان. تُعمّر المهاة العربية قرابة 20 سنة في الأسر وفي البرية كذلك الأمر إن توافرت له الظروف المناسبة، أما في فترات الجفاف فإن أمد حياة هذه الحيوانات ينخفض بصورة ملحوظة كنتيجة لقلة التغذية والتجفاف. ومن أسباب النفوق الأخرى عند هذه الحيوانات؛ الجراح عند الذكور بسبب قتالها مع بعضها، لسعات الأفاعي، الأمراض والأوبئة، والغرق عند حدوث الفيضانات.

## الانتشار والمسكن
كانت المهاة العربية منتشرة فيما مضى في القسم الأكبر من الشرق الأوسط، وبحلول عام 1800 كانت لا تزال تعيش في سيناء، جنوب فلسطين، شرق الأردن، معظم العراق والبادية السورية، وأغلب أنحاء شبه الجزيرة العربية. وخلال القرن التاسع عشر والعشرين تراجع موطنها كثيرًا حتى وصل أقصى حد شمالي له إلى الحدود الشمالية للسعودية حاليّا، وبحلول عام 1914 كان هناك القليل جدا من هذه الحيوانات خارج السعودية، وفي الثلاثينات وردت تقارير قليلة جدا تفيد بوجود بضعة رؤوس فقط في الأردن، وبحلول أواسط ذلك العقد لم تكن المهاة العربية تتواجد إلا في صحراء النفود في شمال غرب السعودية والربع الخالي في الجنوب.
أخذ الأمراء العرب ومتعهدي شركات النفط يصطادون هذه الحيوانات في منتصف الثلاثينات، باستخدام السيارات والأسلحة النارية، وذلك لفسح المجال لحفر الآبار لاستخراج النفط المكتشف حديثا، وكانت هذه العمليات ضخمة للغاية حيث قيل أن بعض الأمراء استخدموا قرابة 300 سيارة لاستئصال هذه الظباء من أراضيهم. كانت الجمهرة الشمالية من المهاة العربية قد انقرضت بحلول عام 1950، وورد أخر تقرير عن المهاة الوحيدة المتبقية في البرية، قبل تنفيذ عمليات إعادة الإدخال، عام 1972.
تفضل هذه الحيوانات أن تقطن الصحاري الحصوية أو ذات الرمل القاسي، حيث تستطيع أن تعدو وتهرب بسهولة من معظم أعدائها من المفترسات والصيادين البشر المترجلين. أما في السعودية حيث تنتشر الصحاري الرملية، فإن هذه الحيوانات كانت تعيش في المناطق ذات الرمل القاسي، أي في المسطحات بين الكثبان والتلال.

## السلوك والعادات

### الحمية

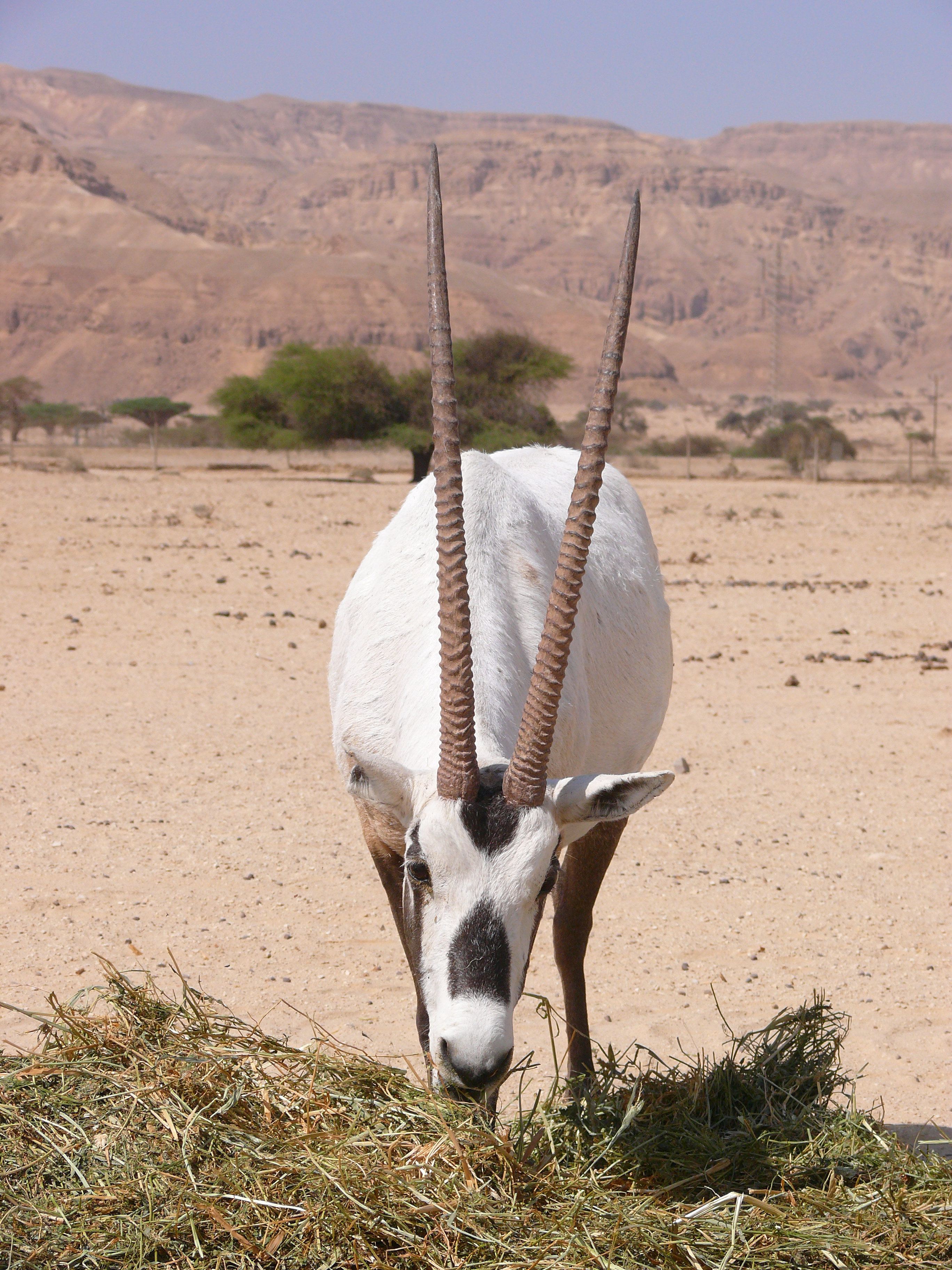
مها عربية تقتات على كومة من الأعلاف في محمية حاي-بار يوطفاتا، في صحراء النقب.

تتألف حمية المهاة العربية من الأعشاب إجمالا، إلا أنها تقتات أيضا على مجموعة واسعة من النباتات الأخرى، التي تشمل أوراق الأشجار، البصلات، الحشائش، الدرنات، الفاكهة، والجذور. تتبع قطعان المهاة العربية الأمطار النادرة حتى تقتات على الأعشاب التي يحثها المطر على النمو. تستطيع هذه الحيوانات الاستمرار لأسابيع من دون شربة ماء. أظهرت الأبحاث في عُمان أن الأعشاب من جنس النصي "Stipagrostis" هي الأعشاب الأساسية التي تفضلها هذه الحيوانات؛ وتبين أن زهور هذه الأعشاب من أكثر الزهور غنى بالبروتين الصرف والماء، بينما ظهر أن أوراق الأشجار مصدرا غذائيّا أفضل من غيره إلى جانب أنواعا نباتية أخرى.

### السلوك

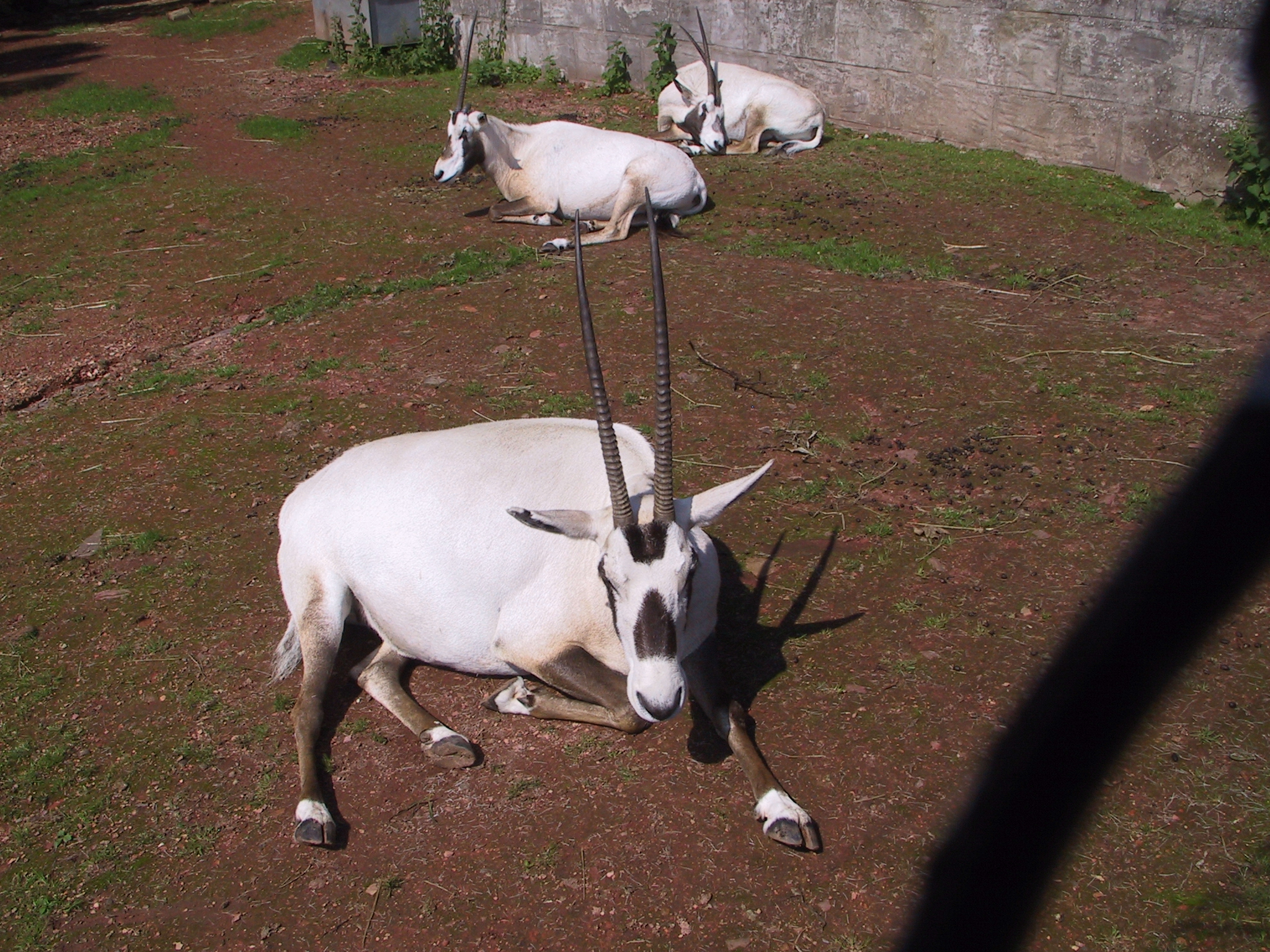
مجموعة من المهاة العربية تستريح في أفحوصات صغيرة قامت بحفرها في حديقة حيوانات أدنبرة.

تقوم المهاة العربية بحفر أفحوصا بسيطا في التربة الطرية لتقبع وتستريح فيها، في الوقت الذي لا تجول فيه عبر مسكنها أو عندما لا تقتات. وهي قادرة على تحديد موقع الأمطار البعيدة التي تلحق بها كي تقتات على النباتات حديثة النمو التي يحثها المطر. يختلف عدد الأفراد في القطيع كثيرًا بين قطيع وأخر، فقد وردت تقارير تفيد بوجود قطعان ذات 100 رأس، إلا أن المعدل في العادة هو 10 أفراد أو أقل. لا تُنشأ الذكور العازبة من هذا النوع أي قطعان خاصة بها كما العديد من أنواع الظباء الأخرى، كما أن السلوك المناطقي الانعزالي للذكر المسيطر نادر. في القطيع تراتبية دقيقة تشمل جميع الذكور والإناث التي فاقت 7 أشهر من العمر. تميل هذه الحيوانات إلى أن تبقى على اتصال بصري ببعضها البعض، حيث تتخذ الذكور الخاضعة مركزا لها في وسط القطيع وتبقى الإناث على الأطراف. وبحال انفصلت الذكور أو شردت عن القطيع، فإنها تعود لتزور أخر موقع كان القطيع فيه وتبقى هناك بمفردها إلى أن يعود القطيع إلى ذات المكان. يُنشأ الذكر المسيطر حوزا خاصا به في أفضل مناطق الرعي، بينما تبقى الذكور العازبة منعزلة. تُنشأ هذه الحيوانات تسلسلا هرميّا للهيمنة فيما بين بعضها، حيث يعبر كل منها عن هيمنته على الفرد الأدنى منه مرتبة عن طريق إشارات جسدية، تجعلها تتفادى القتال مع بعضها والذي يمكن أن يؤدي إلى إصابتها بجراح بالغة من قرون خصمها الحادة. تستخدم الذكور والإناث على حد سواء قرونها للدفاع عن موارد البقاء النادرة في منطقتها الصغيرة ضد الغرباء.

## تمثيل المهاة العربية في الثقافة الإنسانية
ذكرت المهاة العربيّة مرّات عديدة في الشعر العربي حيث قام الشعراء بالتغزل بجمالها وتشبيه محبوباتهم بها ويعود ذلك إلى أن للمهاة جسد متناسق وعينين كبيرتين واسعتين حالكة السواد، وما قيل عن المها العربيّ في الشعر كثير، ومثاله ما قاله الشاعر علي بن الجهم في الشعر الغزلي:
وقال نابغة بني جعدة واصفاً المها وتواجدها في رمال عالج:  
وَوَجْها كُبُرقُوعِ[1]الفَتَاةِ مُلَمَّعاً     ورَوْقَين[2]لَمَّا يَعْدُوَا أَنْ تَقَمَّرَا
يَمُورُ الَّندَى في مِدْرَيَيْهَا[3]كَأَنَّهُ   فَرِيدٌ[4]هَوَى من سِلكِهِ فَتَحَدَّرَا
تَلألاً كالشِّعرى العبورِ تَوَقَّدَتْ     وَكَانَ عمـاءٍ دُونَـها فتحـسَّـرَا[5]
أتِيِحَ لَهَا فَرْدٌ خَلاَ بَيْنَ عَالِجٍ    وبَيْنَ حِبَالِ الرَّمْلِ فِي الصَّيْفِ أَشهُرَا
1 البرقوع: البرقع.، 2 روقين: قرنين.، 3 يمور الندى في مدرييها: يجري المطر على قرنيها.، 4فريد: لؤلؤ.، 5: يشبه توهج عينيها بنجم الشعرى اليمانية .
وذكر الجاحظ المهاة العربيّة في كتاب الحيوان من ضمن أنواع الحيوانات الأخرى التي عاشت في شبه الجزيرة العربية وبلاد الشام والعراق. كما وذكرت المهاة في التوراة على أنها الحيوان الأسطوري أحادي القرن، حيث تُرجم اسمهاة العبري «ريم» أو «رعيم» إلى هذا الاسم، على إنه يُحتمل أن يكون المقصود به هو الأرخص. ويعتقد أن المهاة العربيّة هي السبب وراء نشوء أسطورة أحادي القرن، فهي تظهر للناظر من الجانب على أنها ذات قرن واحد، والقول بأن أحادي القرن حصان ذو قرن يعود إلى الشبه الجسدي بين المهاة والحصان.

## الحفاظ على النوع

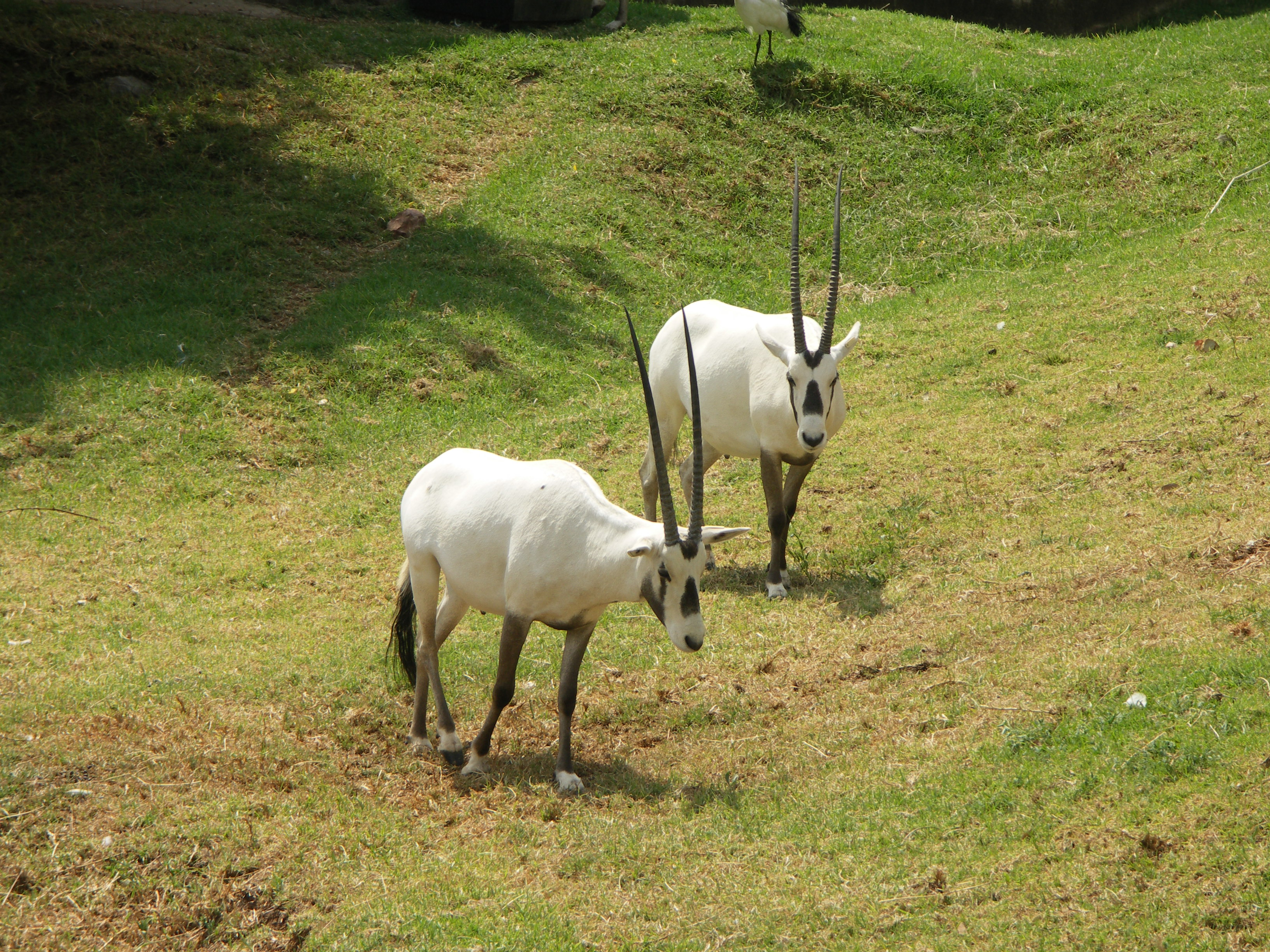
زوج من المهاة العربية في حديقة حيوانات جوهانسبورغ بجنوب أفريقيا.

كانت المهاة العربيّة تصاد لآلاف السنين كما تظهر رسومات في بعض الكهوف في جنوب فلسطين، واستمر صيد المها بالوسائل القديمة حتى بداية القرن العشرين حيث مكنت الأسلحة النارية ووسائل النقل المتطورة الصيادين من صيدها بوتيرة أكبر مما أدى إلى انقراضها تدريجيا من البريّة، وبحلول عام 1972 كانت المهاة العربيّة قد انقرضت من البريّة. بدأت محاولات إعادة إدخال المهاة وإكثاره في البريّة منذ عام 1982، وكانت عُمان هي أول الدول التي أقدمت على ذلك، فأطلقت أول مهاة مولودة في منتزه سان دييغو للحياة البرية إلى محمية أنشأتها الحكومة خصيصا لهذا الغرض. إلا ان أعداد المهاة تناقصت هناك من 450 عام 1996 إلى 106 في أوائل عام 2003 بسبب أعمال أسرها غير القانونيّة، كما وشهدت السعودية إزديادا في أعداد المهاة من 400 رأس عام 1997 إلى حوالي 700 في أوائل عام 2003 بالإضافة إلى إسرائيل التي إزادت فيها أعداد الجمهرة التي أعيد إدخالها بشكل بسيط، وقامت الإمارات بإطلاق 100 مهاة عربيّة خلال عام 2007 في صحراء أبوظبي كجزء من خطة تمتد على خمس سنوات وتهدف لإدخال 500 رأس بحلول عام 2012.
تعتبر حديقة حيوانات فينيكس في الولايات المتحدة منقذة المهاة العربيّة حيث أنها أول حديقة بدأت بإكثارها في الأسر عام 1962، وبدأت الحديقة برنامجها بتسعة رؤوس فقط وحصدت في النهاية أكثر من 200 ولادة ناجحة ومن ثم تم إرسال أعداد منها إلى حدائق حيوان أخرى حول العالم، بما أصبح يُعرف باسم «عملية المهاة» (بالإنجليزية: Operation Oryx)‏، وبحلول عام 1990 كانت أعداد المهاة العربيّة قد ارتفعت إلى ما يزيد عن 1300 رأسا بما فيها 112 فردا مولودين في الأسر وتمت إعادتهم إلى محميّات في البريّة.
ومن المحميّات العربيّة التي تولي عناية كبيرة بالمهاة العربيّة: محميّة عروق بني معارض في السعوديّة ومحميّة جزيرة صير بني ياس ومنتجع المهاة في الإمارات، وكانت تتصدر الائحة محمية المهاة العربي في عُمان إلا أنه في تاريخ 28 يونيو 2007 فقدت المحميّة هده الصفة وأصبحت أيضا أول موقع تراثي عالمي بحسب تصنيف اليونيسكو يحذف من لائحة مواقع التراث العالميّ بعد أن قررت الحكومة العُمانيّة تقليص موطن المهاة في المحميّة بنسبة 90%. ومن الأسباب الأخرى التي دفعت إلى ذلك كان تناقص عدد المهاة من 450 رأس عام 1996 إلى أقل من 65 عام 2007 بسبب القنص غير الشرعيّ واجتثات المسكن، وفي النهاية فإن قرار السماح بالتنقيب عن النفط في المنطقة أدى إلى أعتبار اليونيسكو بأن موطن المهاة في عُمان لم يعد صالحاً، حيث لم يتبق حاليّا منها هناك سوى أقل من أربعة أزواج متناسلة.

## معرض صور

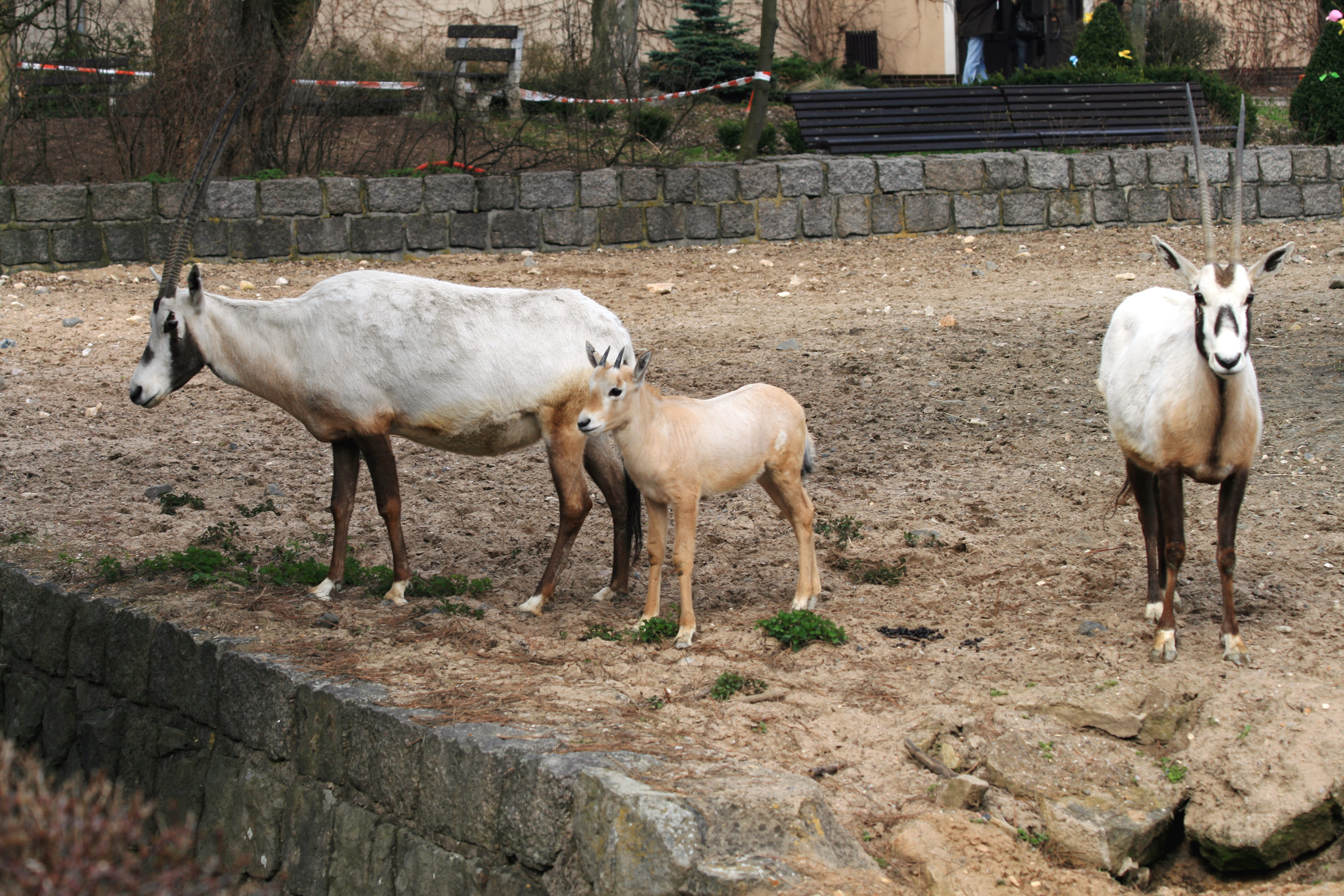
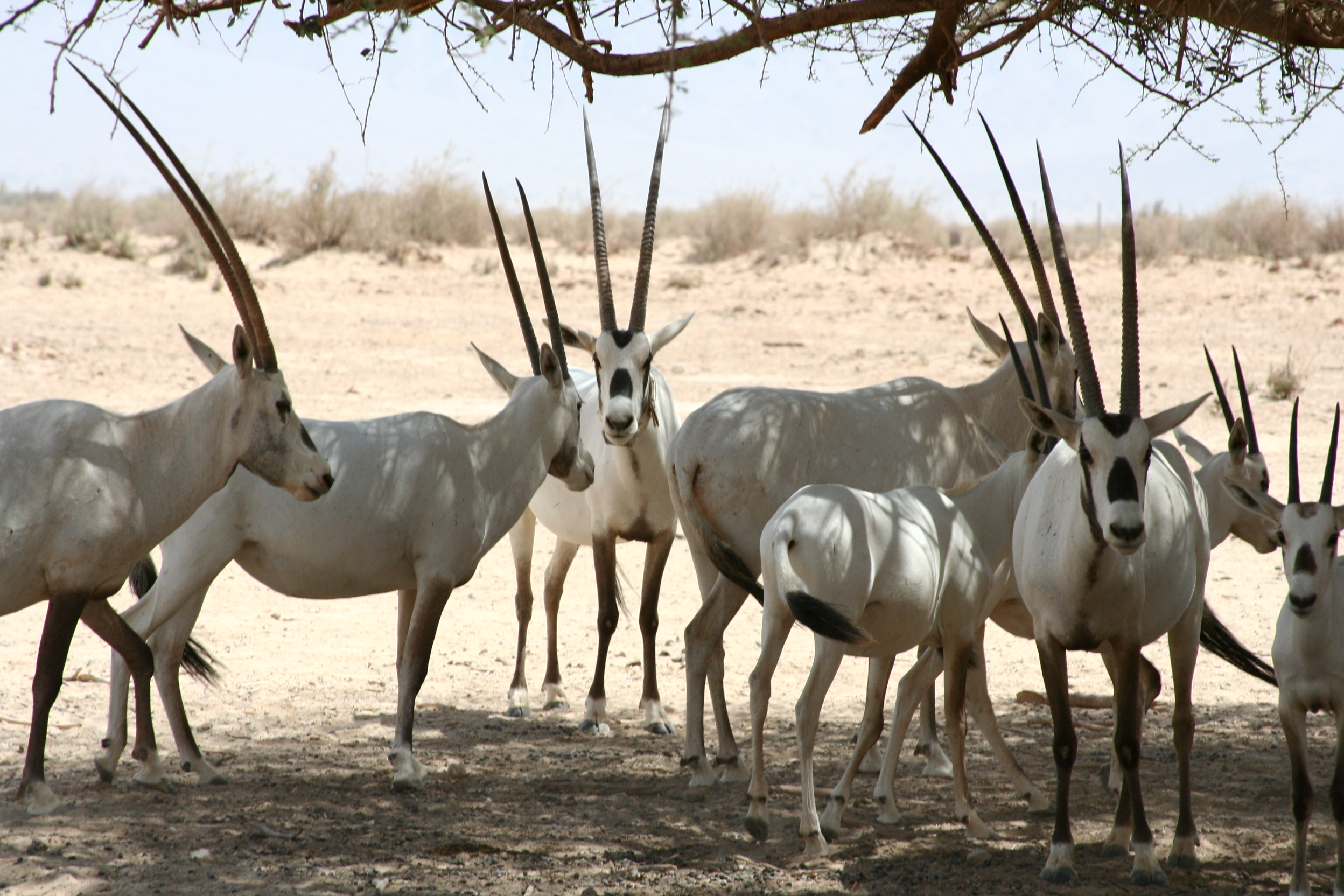